# Paul Van den Broek
Paul Norbert Van den Broek (ur. 18 września 1904 w Antwerpii, zm. 1 kwietnia 1972 tamże) – belgijski bobsleista, brązowy medalista Zimowych Igrzysk Olimpijskich w Chamonix w czwórkach.
Na igrzyskach w Chamonix brał udział także w rywalizacji hokeistów, zajmując z reprezentacją Belgii 7. miejsce.